# José Vantolrá
José Raymundo Vantolrá Rangel (30 de marzo de 1943) es un exfutbolista mexicano; jugó en la posición de defensa en la Selección de fútbol de México.

## Carrera
Jugó para el equipo del Deportivo Toluca, donde fue bicampeón de Liga. Formó parte de la selección de México para la Copa Mundial de Fútbol de 1970, donde jugó en cuatro partidos.

### Participaciones en Copas del Mundo
| Mundial                        | Sede   | Resultado        |
| ------------------------------ | ------ | ---------------- |
| Copa Mundial de Fútbol de 1970 | México | Cuartos de final |

## Palmarés

### Títulos nacionales
| Título               | Equipo | País   | Año     |
| -------------------- | ------ | ------ | ------- |
| Primera División     | Toluca | México | 1966-67 |
| Campeón de Campeones | Toluca | México | 1966-67 |
| Primera División     | Toluca | México | 1967-68 |
| Campeón de Campeones | Toluca | México | 1967-68 |

### Títulos internacionales
| Título                           | Equipo | Sede           | Año  |
| -------------------------------- | ------ | -------------- | ---- |
| Copa de Campeones de la Concacaf | Toluca | Estados Unidos | 1968 |